# Šipan
Šipan je Elafitski otok Jadranskog mora pored Dubrovnika u Hrvatskoj.

## Zemljopisne značajke
Otok Šipan pripada maloj skupini otoka pored Dubrovnika, nazvanoj Elafitski otoci. Iako je površine svega 16 četvornih kilometara, dužine približno 9 kilometara, a širina varira između 2 i 3 kilometra, ipak je najveći otok u skupini. Dinarskog je smjera pružanja, a na njemu se nalaze samo dva veća naselja: Šipanska Luka na zapadnoj i Suđurađ na istočnoj strani otoka.
Nekad je naseljena bila Pakljena, a kronike spominju i naselja Sutuliju, Frajgu, Šilovo Selo.
Ime je otoka grčkoga podrijetla (grč. γυπανον, gypanon), a znači orlovo gnijezdo.

## Povijest
U drugoj polovici 15. stoljeća prvi se puta spominje se obitelj Sagroević-Stjepović-Krivonosović-Skočibuha koja označuje početak povezanosti Šipana s Dubrovnikom. Iako neki njihovo podrijetlo vežu uz Hercegovinu, prema drugim se izvorima to prezime na Šipanu spominje i prije pada Bosne pod tursku vlast 1463. Dva se brata, Antun i Stijepo Sagroević-Krivonosović, spominju početkom 16. stoljeća, a zabilježena su i imena njihovih devet potomaka. Svi su bili vezani za pomorstvo i plovili čitavim Mediteranom pa i šire, do obala Engleske i Nizozemske. Zbog čestih okršaja s gusarima i drugih opasnosti takav je život bio rizičan i uzimao žrtve pa su u konačnici preživjela samo dva sina, Vice, koji će postati najugledniji predstavnik trgovačkog staleža svog vremena, i Marin, svećenik koji je život proveo u Napulju i Dubrovniku.
Procvat je Šipan doživio za vrijeme Dubrovačke Republike kada su glavne i najsnažnije djelatnosti bile brodogradnja, pomorstvo, maslinarstvo, ribarstvo i vinogradarstvo. 
Knez na Šipanu je bio među ostalim Ivan Franatica Sorkočević, hrvatski pjesnik, prevoditelj i diplomat. Nakon velikog potresa, a zatim i požara u kojima je u 17. stoljeću stradao Dubrovnik, gospodarstvo počinje propadati. Najteže je stanje zabilježeno za vrijeme velike gospodarske krize u 20. stoljeću popraćeno snažnom emigracijom. Većim ulaganjima u posljednjih desetak godina situacija se popravlja i otok ponovno doživljava revitalizaciju.
Godine 2001. otok je prigodom desete obljetnice utemeljenja Fondacije Arch Suđurađ posjetila Francesca von Habsburg s predstavnicima Fondacije i njezinim gostima. Istog ljeta Šipansku Luku posjetila je monegaška princeza Carolina od Monaca sa suprugom Ernstom Augustom od Hannovera te djecom Andreom, Pierrom, Charlottom i Alexandrom. Jahta Pachta III. usidrila se u blizini prolaza Harpoti. Također je isto mjesto istog ljeta posjetio belgijski kralj Albert II. s kraljicom Paolom. Zanimao se za kupnju dvorca Glavić, ali je odustao jer je želio kuću na samoj morskoj obali.

## Gospodarstvo
Od nekadašnjih gotovo 7000 stanovnika danas na otoku živi njih svega 450 uglavnom starije životne dobi. Čitav je otok prekriven mediteranskom vegetacijom, a izmjenjuju se makija, šume alepskog bora i kamenjar. Na prostorima koje je kultivirao čovjek dominiraju masline, smokve, vinova loza, mogranji i rogač, a navedene kulture sve više nestaju jer ih nema tko obrađivati. Godine 1999. zabilježen je rekordan urod maslina. Prerađeno je 115 930 kg, od čega na Suđurđu 39 600, a u Šipanskoj Luci 76 330. Iste godine započela je izgradnja uljare, te je na mjestu nekadašnje suđurske mlinice otvorena konoba. Iduće godine započeli su radovi na obnovi područne osmorazredne škole i župne kuće u Šipanskoj Luci. Godine 2001. uređeno je parkiralište na Suđurđu i proradila prva pekarnica u Šipanskoj Luci i pizzerija u Suđurđu. Također je sanirana riva i spojena obala u Šipanskoj Luci.

## Kulturno blago
Na ovom malom prostoru nalaze se 42 stara ljetnikovca i 34 crkve; dokaz da je ova oaza mira i ljepote bila prepoznata kao mjesto ladanja dubrovačke vlastele. Iako su mnogi zapušteni, obnovljen je dvorac obitelji Vice Stjepovića-Skočibuhe. Predromanička ranosrednjovjekovna crkvica u Suđurđu posvećena sv. Stjepanu, koju je dao izgraditi hrvatski kralj Stjepan Miroslav, obnovljena je 2012. godine. Na uzvisini Pakljena nalazi se crkvica, te se pruža odličan pogled na cijeli otok. S uzvisine se mogu vidjeti lanci brda Dubrovačkog primorja, otoci Jakljan i Mljet, poluotok Pelješac, brda poviše Rijeke dubrovačke, gruški neboderi i dubrovačko brdo Srđ. Prilikom radova na trajektnom pristaništu 1997. godine pronađen je antički brod s dijelovima amfora i drugog brodskog posuđa. U mjestu Šipanska Luka nalaze se na jednoj sada privatnoj kući predromanički pleteri, te u maslinicima prapovijesne gomile.

### Ljetnikovac Vice Stjepovića-Skočibuhe
Gradnja ljetnikovca započeta u veljači, a završena u prosincu 1563. godine. Građen je od korčulanskog kamena, a cigla je bila dovezena iz Kupara. Veći je objekt bio namijenjen stanovanju obitelji, a manja je kuća sagrađena za obiteljskog redovnika. Kapelica uz južni dio obiteljske zgrade bila je posvećena svetom Tomi. Kompleks koji je u potpunosti završen krajem 16. stoljeća obuhvaćao je obiteljsku kuću, dvije kule na tri kata(za obranu od gusara), vrt sa šetnicom pravokutnog oblika, crkvicu, lože, mlinicu, cisterne u kući i u kuli, spremišta, paviljon na teraci, most i utvrđeni ulaz. 
U ljetnikovcu se nalazi renesansni pravokutni kamin s očuvanom štukodekoracijom nape (što je izuzetak na dubrovačkom području!), elegantni renesansni kameni umivaonik reljefno oblikovanih rubova i raritetan primjer jedinog sačuvanog drvenog balkona na području Mediterana iz 16. stoljeća. Uz ovaj ljetnikovac su ruševine ljetnikovca Getaldića.

## Promet
Otok je s kopnom povezan trajektnom linijom Dubrovnik - Lopud- Suđurađ. Brodskom linijom Dubrovnik - Koločep - Lopud - Suđurađ - Šipanska Luka. Otok je također povezan brzom linijom s otokom Mljetom. Sredinom srpnja 2011. odlučeno je da trajekt ne vozi do Šipanske Luke, nego plovidbu počinje i završava u Suđurđu. Ta je odluka donesena zbog neisplativosti i smanjenja troškova. Izgradnja trajektnog pristaništa u Suđurđu dovršena je 18. prosinca 1997., a financirali su ju Ministarstvo obnove i razvitka i Fond za razvoj otoka iznosom od 4 500 000 kn.
Dva najveća naselja na otoku međusobno povezuje 5,2 km duga državna cesta D122. Dubrovačko autobusno poduzeće Libertas uvelo je 22. listopada 1998. redovnu liniju Šipanska Luka-Suđurađ, kojom su povezana jedina dva naselja na otoku. Prometuje omanji autobus, a uglavnom služi za prijevoz školske djece.

## Šport
U Suđurđu djeluje vaterpolski klub Taurus, a u Šipanskoj Luci Šipan koji je 2000. osvojio Treću hrvatsku vaterpolsku ligu.

## Poznate osobe
- Baldo Glavić, svećenik i sakupljač narodnih pjesama
- Federiko Glavić, hrvatski brodovlasnik (Šipan, 24. svibnja 1847. – Dubrovnik, 2. siječnja 1941.)

## Galerija
- Suđurađ
- Šipanska Luka
- Crkva na Pakljeni
- Ranosrednjovjekovna Crkva sv. Stjepana u Suđurđu
- Crkva u Suđurđu
- Ruševine u Suđurđu
- Zgrada škole, vijeća mjesnog odbora i knjižnica
- Crkva
- Zapušteni ljetnikovac
- Jedna od kapelica
- Knežev dvor na Šipanu
- Prema Šipanskoj Luci
- Obala Šipanske Luke
- Kuća u Šipanskoj Luci
- Crkva u Šipanskoj Luci